# Czempiń
Czempiń [t͡ʂɛmpjiɲ] (deutsch Czempin oder Tschempin) ist eine Stadt im Powiat Kościański der Woiwodschaft Großpolen in Polen. Sie ist Sitz der gleichnamigen Stadt-und-Land-Gemeinde mit 11.531 Einwohnern (Stand 31. Dezember 2020).

## Geographische Lage
Czempiń liegt etwa 30 Kilometer südsüdwestlich der Stadt Posen und zehn Kilometer nordöstlich der Stadt Kościan (Kosten).

## Geschichte

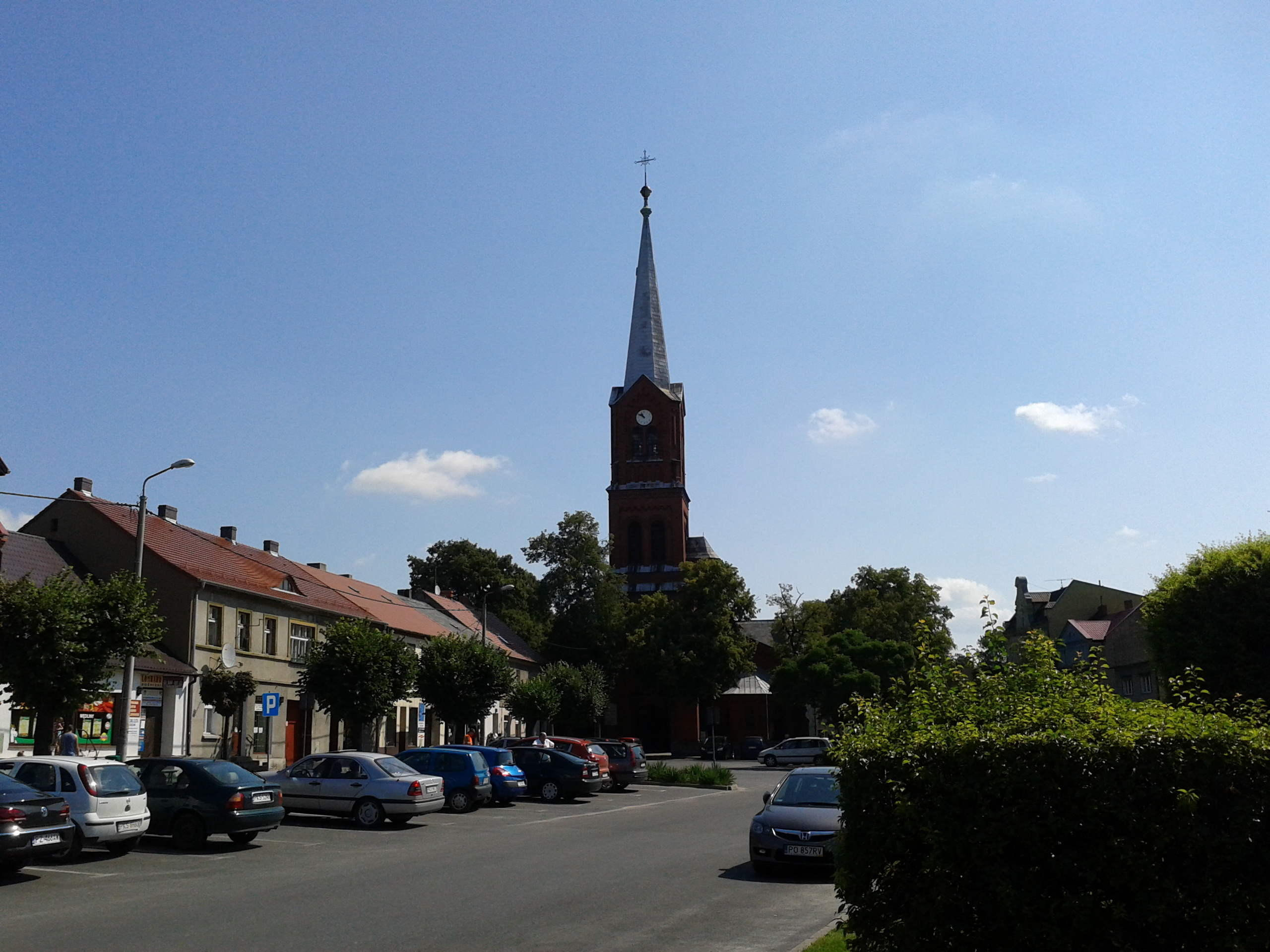
Stadtpanorama mit Kirche

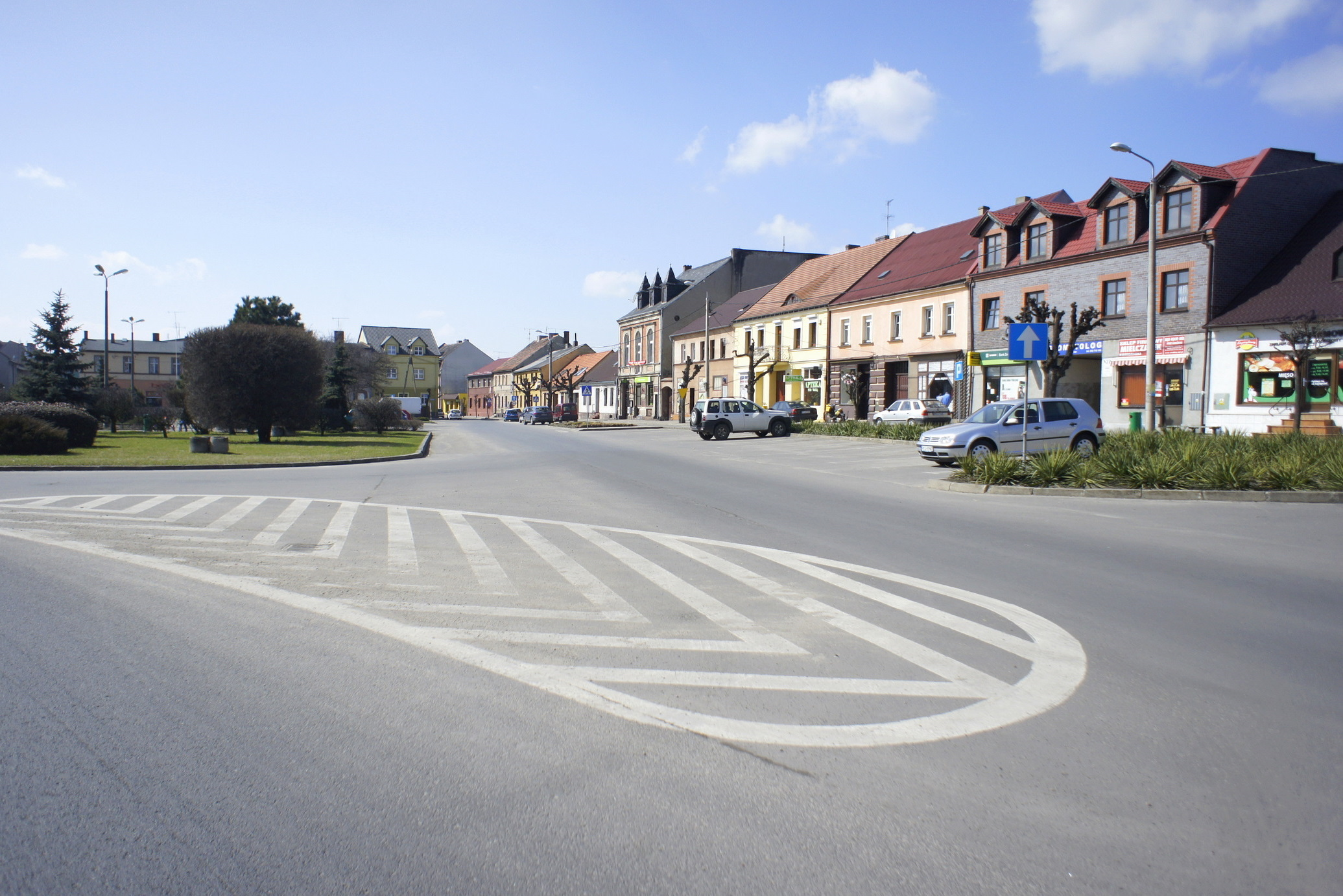
Straßenzug

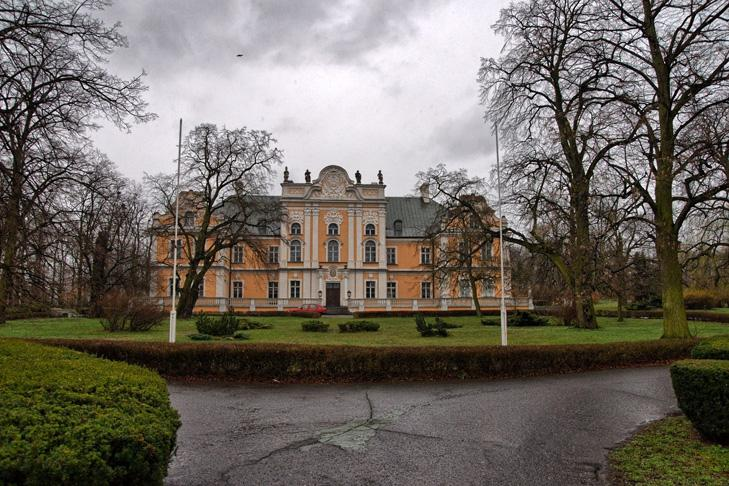
Schloss Ludwika Szołdrskiego

Das heutige Czempiń wurde im 14. Jahrhundert auf dem Boden des Dorfes Piechynin angelegt. Die erste Erwähnung als Stadt stammt von 1399 oder 1401. Im Jahr 1458 wird die Stadt unter dem Namen Czampin erwähnt; zu diesem Zeitpunkt war sie noch recht klein: dem Heer hatte sie nur drei Krieger zu stellen. 1561 wurde das Stadtrecht bestätigt. Die Stadt hatte den Górka gehört und kam dann in den Besitz der Familie Szołdrski, die sich hier am Ende des 17. Jahrhunderts ein Schloss erbaute.
Danach kam die Stadt an die Familie Grabia. Ein Grabia verlieh den Einwohnern Magdeburger Recht.
Bei der Zweiten Teilung Polen-Litauens kam Czempiń 1793 unter preußische Herrschaft und wurde zeitweise auch unter dem deutschen Namen Tschempin geführt. 1797 war Felix Szołdrski Grundherr.  Am Ausgang des 18. Jahrhunderts hatte die Stadt eine Kirche, ein öffentliches Gebäude, zehn Mühlen und 114 Wohnhäuser mit 773 Bewohnern, unter denen sich 149 Juden befanden. Die meisten Einwohner waren Polen.
Von 1807 bis 1815 gehörte die Stadt zum von Napoleon eingerichteten Herzogtum Warschau. Mit dessen Auflösung kam Czempiń 1815 wieder an Preußen und wurde dem Posener Kreis Kosten unterstellt. Im 19. Jahrhundert gehörte die Stadt dem Posener Bürger Nieczkowski.
1856 erfolgte der Anschluss an das Schienennetz von Posen nach Kosten. Seit 1885 zweigte in Czempiń eine Bahnstrecke nach Schrimm (Śrem) ab. 1894 wurden für Czempiń eine Dampfmahlmühle sowie eine evangelische und eine katholische Pfarrkirche erwähnt.
Nach dem Ende des Ersten Weltkrieges wurde die Stadt nach den Bestimmungen des Versailler Vertrages von 1919 am 10. Januar 1920 dem neu gebildeten polnischen Staat zugeordnet. Im September 1939 wurde die Stadt von der deutschen Wehrmacht besetzt. Anfang 1945 marschierte die Rote Armee in die Stadt, und nach dem Ende des  Zweiten Weltkrieges war die Stadt wieder Teil Polens.
Bis 1999 war die Stadt der Woiwodschaft Posen zugeordnet; seitdem gehört die Stadt zur Woiwodschaft Großpolen.

### Einwohnerzahlen
- 1800: 0 773, überwiegend Polen, darunter 149 Juden[4]
- 1816: 0 917[4]
- 1837: 1175[4]
- 1843: 1351[4]
- 1858: 1772[4]
- 1861: 1823[4]
- 1880: 2156[6]
- 1890: 2321 Einwohner, davon 396 Evangelische, 1772 Katholiken und 153 Juden
- 1910: 2212
- 2005: 5109, am 31. Dezember[7]

## Sehenswürdigkeiten
- Neoromanische Kirche św. Michała Archanioła, errichtet 1895 bis 1899
- Barocker Palast der Familie Szołdrski, errichtet Ende des 17. Jahrhunderts[8]
- Palastkapelle aus dem Jahr 1782 mit einem Turm aus dem 19. Jahrhundert

## Gemeinde
Zur Stadt-und-Land-Gemeinde (gmina miejsko-wiejska) Czempiń mit einer Fläche von 142,5 km² gehören die Stadt selbst und 22 Dörfer mit Schulzenämtern.

## Verkehr
Durch Czempiń führt die Woiwodschaftsstraße 310 (droga wojewódzka 310), welche etwa fünf Kilometer nordwestlich in die Europastraße 261, zugleich Landesstraße 5 (droga krajowa 5), mündet. Im südöstlichen Verlauf endet die 310 nach etwa 19 Kilometern in der Stadt Śrem.
Die Woiwodschaftsstraße 311 beginnt in Czempiń und endet südwestlich nach etwa sechs Kilometern ebenfalls in der Europastraße 261.
Der Flughafen Poznań-Ławica ist der nächste internationale Flughafen, welcher sich etwa 30 Kilometer nördlich der Stadt befindet.
Der Bahnhof Czempiń, in dem die nicht mehr im Personenverkehr betriebene Bahnstrecke Mieszków–Czempiń endete, liegt an der Bahnstrecke Wrocław–Poznań.

## Söhne und Töchter der Stadt
- Ernst Sandberg (1849–1917), Geheimer Sanitätsrat in Breslau
- Richard Konwiarz (1883–1960), Architekt
- Franciszek Trąbalski (1870–1964), Politiker
- Wojciech Ziemniak (* 1956), Politiker